# Климент (Божиновский)
Епи́скоп Кли́мент (в миру Горан Божиновский, макед. Горан Божиновски; 20 февраля 1972, Скопье) — епископ Македонской православной церкви, епископ Хераклейский, викарий Преспанско-Пелагонийской епархии.

## Биография
После окончания среднего экономического училища поступил на учёбу в Скопский университет на литературное отделение. Одновременно по совместительству обучался на богословском факультете того же университета, который и окончил.
В 1993 году уехал на Афон в Монастырь Григориат, где принял постриг с именем Климент.
Два года спустя, с благословения митрополита Петра (Каревского) вернулся в Македонию, где включился в возрождение монашества в македонских монастырях. Первые пять лет провёл в монастыре в Водоче, близ Струмицы.
В 1995 года был рукоположён в сан иеродиакона в монастыре-резиденции митрополита Аржешского Каллиника (Аргату), иерарха Румынской православной церкви.
В 1996 году митрополитом Петром был рукоположён в сан иерея. В том же году митрополитом Наумом возведён в сан игумена и архимандрита.
В 1997 году становится духовником монастыря братии Преображенского монастыря в Зрзе, сестричества Монастыря Архистратига Михаила в Варосе.
С мая 2004 года — настоятель монастыря Пресвятой Богородицы Трескавец.
В 2005 году поступил в аспирантуру на философского факультета в Скопье на кафедру классического образования.
22 апреля 2005 решением Архиерейского Синода Македонской православной церкви избран викарием Преспанско-Пелагониской епархии с титулом «епископ Хераклейский». При этом он остался настоятелем Преображенского монастыря в Зрзе, который стал его резиденцией.
Вечером 11 июля 2005 года в соборном храме Святого Димитрия, кафедральном храме Преспанско-Пелагониской епархии, расположенном в городе Битола, архиепископ Охридский и Македонский Стефан (Веляновский) возглавил его наречение во епископа Хераклейского.
12 июля 2005 года в том же храме хиротонисан во епископа Хераклейского, викария Преспанско-Пелагониской епархии. Хиротонию совершили: архиепископ Охридский и Македонский Стефан (Веляновский), митрополит Положско-Кумановский Кирилл (Поповский), митрополит Дебарско-Кичевский и Плаошский Тимофей (Йовановский), митрополит Преспанско-Пелагонийский Петр (Каревский), митрополита Струмичский Наум (Илиевский), митрополит Брегалничский Агафангел (Станковский), епископ Величский Мефодий (Златанов), которым сослужили и многочисленные священники из всех епархий неканонической Македонской Православной Церкви. Стал на тот момент девятым членом Синода МПЦ.